# نهر تيري

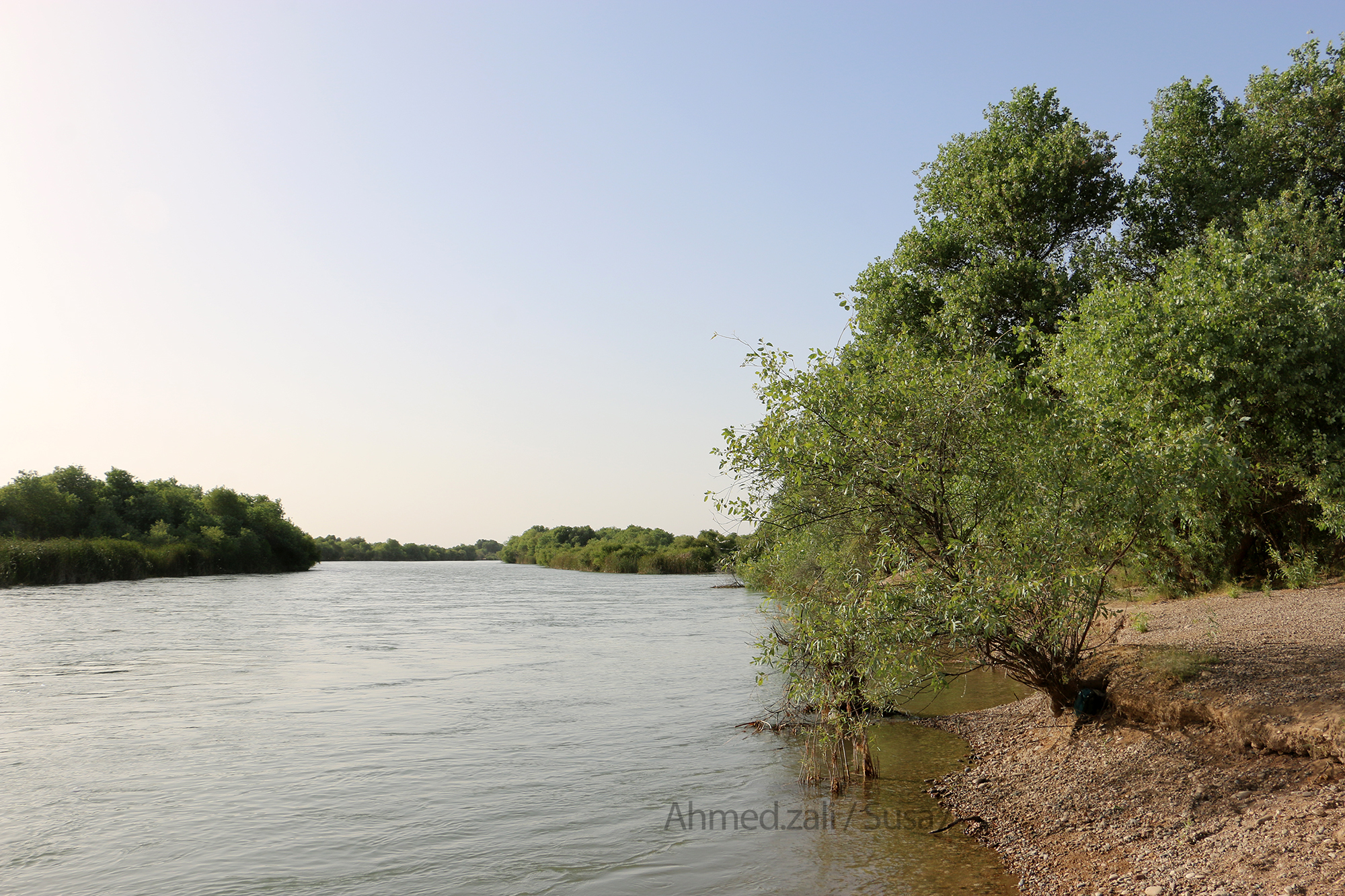
نهر الكرخي - منظر جميل لغابة قلعة ناصر

نهر تيرى يقع غرب مدينة الأهواز وفي شرق نهر دجلة قديماَ يعرف هذا المكان بميسان أو الحميدية والخفاجية والحويزة والبسيتين الحالية.
قال الحموي نهر تيري بكسر التاء المثناة من فوقها وياء ساكنة وراء مفتوحة مقصور: بینما یذهب الكثیر من الباحثین منهم الدكتور مصطفی عبد‌ اللطیف أستاذ تاریخ الأدب العربي قبل الإسلام إن إسما هولاء الملوك قد تكون صیغا یونانیة معدلة من أعلام عربیة قدیمة. فمثلا تیری أو تیرایوس قد یكون طیر إیاس أو ثور إیاس العربي. 

## في عهد الدولة الإسلامية
كانت بداية الصدام بين المملكة الساسانية والدولة الإسلامية عندما لم يكتف الملك الساساني برفض دعوة الرسول محمد للدخول في دين الإسلام وإنما طلب إلى عاملة في اليمن السير لقتال المسلمين. حيث بدأ عرب الجزيرة المسلمون على أثر ذلك بمهاجمة الحاميات العسكرية الإيرانية. وهرب على إثر ذلك الملك الساساني إلى إقليم عربستان عن طريق نهر تيرى حيث استطاع السيطرة على الإقليم بعد إخضاع الإمارة السامية التي كانت شبه مستقلة بحكمهِ

## المر اجع
1. ↑  الممتحن، حسین علی. «غندیشاپور خوزستان و سوابقها العلمیة». اسبوعية التربية والتعليم (طهران)، ش. 367 (1345).
2. ↑  منذر عبد الکریم ص26
3. ↑  الوضع القانوني لإقليم عربستان,جلد الاول,ص25-26